# Dapidodigma liger
Dapidodigma liger är en fjärilsart som beskrevs av Pieter Cramer 1782. Dapidodigma liger ingår i släktet Dapidodigma och familjen juvelvingar. Inga underarter finns listade i Catalogue of Life.